# Valenzana Calcio 2006-2007
Questa voce raccoglie le informazioni riguardanti la Valenzana Calcio nelle competizioni ufficiali della stagione 2006-2007.

## Rosa
| N. |                   | Ruolo | Calciatore           |
| -- | ----------------- | ----- | -------------------- |
| -  | Italia (bandiera) | A     | Roberto Barbieri     |
| -  | Italia (bandiera) | A     | Riccardo Belluomini  |
| -  | Italia (bandiera) | A     | Donato Colonna       |
| -  | Italia (bandiera) | C     | Andrea Briglia       |
| -  | Italia (bandiera) | D     | Luca Della Maggiora  |
| -  | Italia (bandiera) | A     | Salvatore De Rosa    |
| -  | Italia (bandiera) | C     | Riccardo Di Maria    |
| -  | Italia (bandiera) | D     | Federico Ferrando    |
| -  | Italia (bandiera) | A     | Fausto Ferrari       |
| -  | Italia (bandiera) | C     | Alessandro Ferronato |
| -  | Italia (bandiera) | A     | Felice Foglia        |
| -  | Italia (bandiera) | D     | Enrico Franchi       |
| -  | Italia (bandiera) | P     | Ermanno Fumagalli    |
| -  | Italia (bandiera) | C     | Alessandro Gadau     |

| N. |                   | Ruolo | Calciatore         |
| -- | ----------------- | ----- | ------------------ |
| -  | Italia (bandiera) | C     | Davide Lodi        |
| -  | Italia (bandiera) | C     | Manuel Lunardon    |
| -  | Italia (bandiera) | C     | Emiliano Maddè     |
| -  | Italia (bandiera) | D     | Matteo Melani      |
| -  | Italia (bandiera) | C     | Andrea Moracchiato |
| -  | Italia (bandiera) | A     | Luca Pace          |
| -  | Italia (bandiera) | D     | Gianluca Peluso    |
| -  | Italia (bandiera) | A     | Davide Pizzini     |
| -  | Italia (bandiera) | A     | Luigi Rana         |
| -  | Italia (bandiera) | C     | Marco Saviozzi     |
| -  | Italia (bandiera) | D     | Giovanni Serao     |
| -  | Italia (bandiera) | C     | Dario Serra        |
| -  | Italia (bandiera) | P     | Marco Volante      |
| -  | Italia (bandiera) | D     | Alessandro Volpi   |